# Серопян, Кероп Петросович
Кероп Петросович Серопян (1924 — 1945) — советский ефрейтор, командир отделения 280-го отдельного сапёрного батальона, 89-й стрелковой дивизии, 38-го стрелкового корпуса, 33-й армии, 1-го Белорусского фронта. Полный кавалер Ордена Славы.

## Биография
Родился 25 февраля 1924 года в селе Аластани Ахалкалакского района Грузинской ССР в крестьянской семье. После окончания девяти классов работал в колхозе.
С 1942 года призван в ряды РККА и направлен в действующую армию — сапёр и командир отделения 280-го отдельного сапёрного батальона, 89-й стрелковой дивизии, 38-го стрелкового корпуса, 33-й армии, воевал на Закавказском, Северо-Кавказском и 1-м Белорусском фронтах, принимал участие в Битве за Кавказ, Крымской, Варшавско-Познанской и Берлинской наступательных операциях.
В ноябре 1943 года сапёр, рядовой К. П. Серопян находясь в разведке близ населённого пункта Аджимушкай  четырежды проделывал проходы в минных и проволочных заграждениях врага. Перед наступлением на город Керчь 2 декабря 1943 года участвовал в разведке переднего края обороны противника, установил характер его инженерных сооружений и местонахождение огневых средств. Под городом Севастополь в ночь на 9 мая 1944 года под артиллерийским огнём противника проделал большую работу по оборудованию наблюдательного пункта. За это 8 июня 1944 года Указом Президиума Верховного Совета СССР Серопян был награждён  Орденом Славы 3-й степени.
6 февраля 1945 года  сапёр, ефрейтор К. П. Серопян с бойцами восстановили переправу через реку Одер в 27 километрах южнее города Франкфурт, ускорив форсирование реки подразделениями полка. С 8 по 10 февраля 1945 года в условиях сильного ледохода бесперебойно доставлял бойцам на противоположный берег боеприпасы и продукты питания. 9 февраля 1945 года помог установить проводную связь через реку Одер. 16 марта 1945 года Указом Президиума Верховного Совета СССР Серопян был награждён Орденом Славы 2-й степени.
С 20 марта по 3 апреля 1945 года командир сапёрного отделения, ефрейтор Серопян в полтора километра южнее города Франкфурт заминировал с подчинёнными передний край обороны, установив около 250 противотанковых и свыше 400 противопехотных мин. При отражении контратак противника из автомата уничтожил двух немецких солдат. В ночь на 13 апреля 1945 года проделал два прохода в минном поле для наступающих стрелков. 15 мая 1946 года Указом Президиума Верховного Совета СССР был награждён Орденом Славы 1-й степени.
Погиб 2 мая 1945 года в Берлине.

## Награды
- Орден Славы I степени (1946)
- Орден Славы II степени (1945)
- Орден Славы III степени (1944)
- Орден Отечественной войны II степени (1944)